# 依利沙·惠洛克

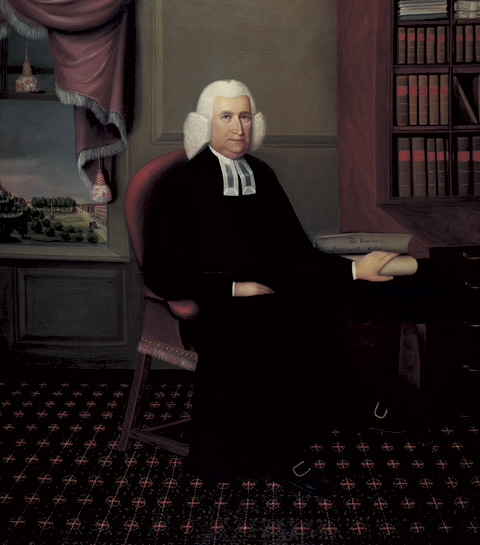
依利沙·惠洛克

依利沙·惠洛克（1711年4月22日-1779年4月24日）是一位美国公理会牧师、演说家和教育家。1733年，他毕业于耶鲁学院。他曾在新罕布什尔州创办了达特茅斯学院。佛蒙特州喀里多尼亚县的一個鎮就以他的名字來命名。